# Teatro de Títeres Guachipilin
La agrupación teatro de títeres Guachipilin fue fundada en 1981 en Nicaragua (Centro América) por el titiritero de origen Boliviano Gonzalo Cuellar Leaño y la Narradora oral, escritora y actriz Nicaragüense Zoa Damaris Meza Bermúdez, siguiendo activa hasta hoy y ofreciendo sus actuaciones artístico, educativas y multidisciplinares al público infantil y familiar de Nicaragua.

## Historia

### Antecedentes prehispánicos
El títere estaba presente en Centroamérica desde épocas prehispánicas, prueba de ello es el Monumento 21 de Bilbao en Santa Lucía Cotzumalguapa, figura en la cual es visible un mago, sacerdote o músico con un títere de guante en su brazo derecho. Hallazgo que confirma el uso del títere por las antiguas culturas mesoamericanasnas, si bien es difícil saber su función.

### Consecuencias de la revolución popular Sandinista de 1979
En julio de 1979 el pueblo nicaragüense junto al Frente Sandinista de Liberación Nacional (FSLN) ganan la lucha en contra de la dictadura somocista. Con más de 40 años en el poder la familia Somoza, representada por los cuatro Anastasios, había logrado beneficiar a una elite política económica y sumir en el detrimento a la mayor parte de ciudadanos nicaragüenses. La Revolución Popular Sandinista abre un nuevo capítulo en la historia nacional, en el cual la cultura es una de las protagonistas.
Durante dicha sangrienta dictadura, se benefició principalmente a una élite de artistas e intelectuales que apostaban por la alta cultura y el pensamiento colonial-eurocéntrico. 
Por el contrario la revolución logró dinamizar la cultura nacional y apostar por una línea de pensamiento que puso en manos autóctonas el arte y la cultura. Se masificó la enseñanza y la producción artística en todas sus áreas, el Estado nicaragüense constituyó políticas y lineamientos culturales que facilitaran la producción a los artistas profesionales y aficionados. 
Como parte de las políticas culturales del Estado nicaragüense se asignaba un porcentaje del presupuesto nacional para el desarrollo y promoción de la actividad artística, a través de las diferentes instancias culturales: Ministerio de Cultura, Casas Populares de Cultura, el sistema sandinista de televisión, la Asociación Sandinista de Trabajadores de la Cultura (ASTC), entre otras instituciones. Éstas tenían garantizado una partida de dinero anual para la ejecución de los diferentes proyectos artísticos que desarrollaban .
Es en este contexto histórico nace Guachipilín, como un proyecto dentro del Sistema Sandinista de Televisión (SSTV) y como objetivo de crear un segmento de títeres para la televisión que acercara al niño nicaragüense a su identidad cultural. Gonzalo Cuellar director y fundador de esta agrupación da inicio a este proyecto con un presupuesto asignado para la capacitación de jóvenes, pues en Nicaragua no había una formación en el arte del títere. Cuando el programa “Ronda cumiche” empieza formalmente a producirse todos los integrantes de este proyecto eran asalariados y durante 4 años Guachipilín solo trabajo para el formato de la televisión.

### La guerra contra-revolución
Por motivos coyunturales y de guerra contrarrevolucionaria, la agrupación decidió ir a los frentes de guerra para realizar presentaciones a las poblaciones que habían sido afectadas por el conflicto armado y para el entretenimiento de hombres y mujeres que estaban dentro de las milicias populares. Esta experiencia que involucraba un contacto directo con el público (niños, jóvenes o adultos) hizo que la agrupación dejara la televisión y de esta manera fueron asumidos por otra institución que igualmente les garantizó un salario y un presupuesto para producir una obra al año. Esta dinámica en el grupo se mantuvo hasta el año de 1989.
En esta primera etapa Guachipilín fue subsidiado por el Estado en todas sus producciones, esto tuvo unas implicaciones positivas pues al mismo tiempo en el que tenían garantizado un salario fueron becados algunos de sus miembros a distintos países para estudiar y especializarse en el arte del títere. Al finalizar los años 80 ya se había conformado de manera sólida la primera agrupación profesional de títeres en Nicaragua.
Esta guerra civil financiada por el gobierno de los Estados Unidos, sumado al deterioro del país propició unas elecciones presidenciales en 1990.

### Elecciones de 1990
En 1990 se produjeron elecciones obteniendo la victoria la UNO (unión nacional opositora). 
Este nuevo gobierno electo propuso y ejecutó otros lineamientos ideológicos, políticos y económicos que consistieron principalmente en implementar nuevas políticas neoliberales en nombre de una transición política democrática y pacificadora. Esto produjo que los artistas quedaran sin subsidio del Estado y aquellos artistas que pertenecían y militaban en el FSLN pasaron a ser parte de una “lista negra”. Por tal motivo algunos de los actores de Guachipilín abandonaron el proyecto, quedándose la agrupación con pocos miembros.
Como agrupación consolidada continuó su labor y fue en búsqueda de otras fuentes de financiamiento.
Una vez posicionado el nuevo gobierno y como parte de las políticas impuestas por el FMI y el BID se redujo el presupuesto estatal para cultura, educación y deportes entre otras áreas. También se dio inicio al proceso de privatización de algunas empresas estatales. Nicaragua pasó a ser un país de posguerra y arribaron diversos organismos gubernamentales y no gubernamentales, los cuales destinaban fondos para sostener o subsidiar proyectos en áreas no estrictamente artísticas, dirigidas a la población infantil  y juvenil.
En estos espacios se dieron lugar a los eventos artísticos, ayudando a que Guachipilín obtuviese nuevas fuentes de financiamiento a partir de proyectos que fuesen coherentes con el discurso de los diferentes organismos. Dichos organismos financiaban proyectos de capacitación o acompañamiento a través del arte en las temáticas que desarrollaban.
Cabe resaltar que en este momento y a raíz de estos financiamientos se fundaron nuevas agrupaciones teatrales que trabajabajaron para niñez y juventud.
Para 1989 la ASSITEJ internacional se había vinculado con Gonzalo Cuellar Leaño y debido a este enlace , su iniciativa independiente y otros artistas que realizan varios festivales de teatro internacionales entre 1994-1996, se consiguieron diversos financiamientos no estatales. Estos eventos dinamizaron la creación artística nacional y fueron de gran relevancia. 
Durante ocho años la principal fuente de financiamiento del Teatro de Títeres Guachipilín fue la cooperación internacional. Esto les permitió la generación de fondos para nuevos montajes o la producción de espectáculos que la mayoría de las veces tenían bajos presupuestos. Esto implicó la búsqueda de material de reciclaje, de menor costo y materiales naturales.

### Huracán Mitch y consolidación
En 1998 el huracán Mitch azotó Nicaragua y este fenómeno natural hizo que los organismos de cooperación destinaran sus fondos a la asistencia de los damnificados. En términos de inmediatez el grupo no podía esperar a que pasara el desastre implicándose con los dagnificados, a la par regresarán los fondos para el arte o la cultura.
En ese momento histórico tomaron la decisión de convertirse en un proyecto totalmente independiente asumiendo las consecuencias y la más grave: la posibilidad de sucumbir.
La agrupación decidió que la mejor manera de poder consolidar el proyecto era conseguir un local propio y ese fue el primer paso, esto se convertiría en el eje principal de su subsistencia
A partir de la compra y adquisición de un espacio propio consolidaron un camino económicamente rentable: la venta de servicios.
Desde entonces la agrupación oscila en diversos modos de producción artística y parten de estas formas de relación económica:
1. la presentación de proyectos a organismos 
2. la oferta de un repertorio de espectáculos con identidad nicaragüense dirigidos a eventos familiares (Guachipilín logra introducir el espectáculo de títeres en esta modalidad pues no era común que de manera particular se contratara un show de títeres) 
3. la oferta de diferentes servicios a las instituciones que trabajan para niñez 
4. el alquilar salas de teatro para presentar los espectáculos de repertorio del grupo o realizar en conjunto con otra instituciones algunos festivales teatrales 
5. por último las giras nacionales e internacionales. Estos puntos diversos entretejen un sistema múltiple de posibilidades económicas que han llevado a la producción de más de 40 espectáculos y unas decenas de programas para televisión. 
Este transitar dúctil que relaciona procesos político-económicos y producción artística han favorecido para que el Teatro de Títeres Guachipilín sea hoy el primer grupo profesional de títeres en Nicaragua y un grupo puntero en el panorama teatral nicaragüense.
Creaciones y montajes
- A margarita
- El güegüense
- Cipaltonal la princesa
- Santa Visita Nicaragua
- Los Cuentos de la araña Anancy
- El gato con botas
- Historias de sol y luna
- El perro que no sabía ladrar
- Las manchas de la luna
- Francisca y la muerte
- Chimbombo y las manos
- La niña invisible
- Mundo de papel
- El sombrero del tío Nacho